# Cyrtochilum flexuosum
A Cyrtochilum flexuosum az egyszikűek (Liliopsida) osztályának spárgavirágúak (Asparagales) rendjébe, ezen belül a kosborfélék (Orchidaceae) családjába tartozó faj.

## Előfordulása
A Cyrtochilum flexuosumot széles körben termesztik; Dél-Amerikában őshonos.

## Megjelenése
Kúszó gyöktörzsén 2–5 centiméter távolságban megvastagodott, 2–8 centiméter hosszú, tojásdad vagy hosszúkás, lapított hajtások erednek, amelyek szártagjai állgumóvá vastagodnak. Mindegyik szártagon egyesével vagy párosával hosszúkás, nyelv alakú, 10–35 centiméter hosszú, 2,5–5 centiméter széles levelek vannak. Virágai 1,5–2 centiméter hosszúak, az 5 lepellevél kicsi, hosszúkás, sárga és barna foltok vagy sávok tarkítják, többnyire hátratörtek; a mézajak világító sárga, 2 kis oldalkaréjjal, a nagy középső karéj széles kerekded és a csúcsán kicsípett. A lepellevelek fodros szélűek, a mézajak sima, tövén egy háromrészes, húsos, bordázott, részben vöröses, részben világos képződmény látható. A virágok 60–120 centiméter hosszú, dús virágú bugákban fejlődnek. Termése hosszanti réssel felnyíló, sok apró magot tartalmazó tok.